# Nowa Wieś Kącka
Nowa Wieś Kącka – wieś w Polsce położona w województwie dolnośląskim, w powiecie wrocławskim, w gminie Kąty Wrocławskie.
W latach 1975–1998 miejscowość administracyjnie należała do województwa wrocławskiego.
Na koniec 2019 r. Nowa Wieś Kącka liczyła 281 mieszkańców.